# Phytolacca dioica

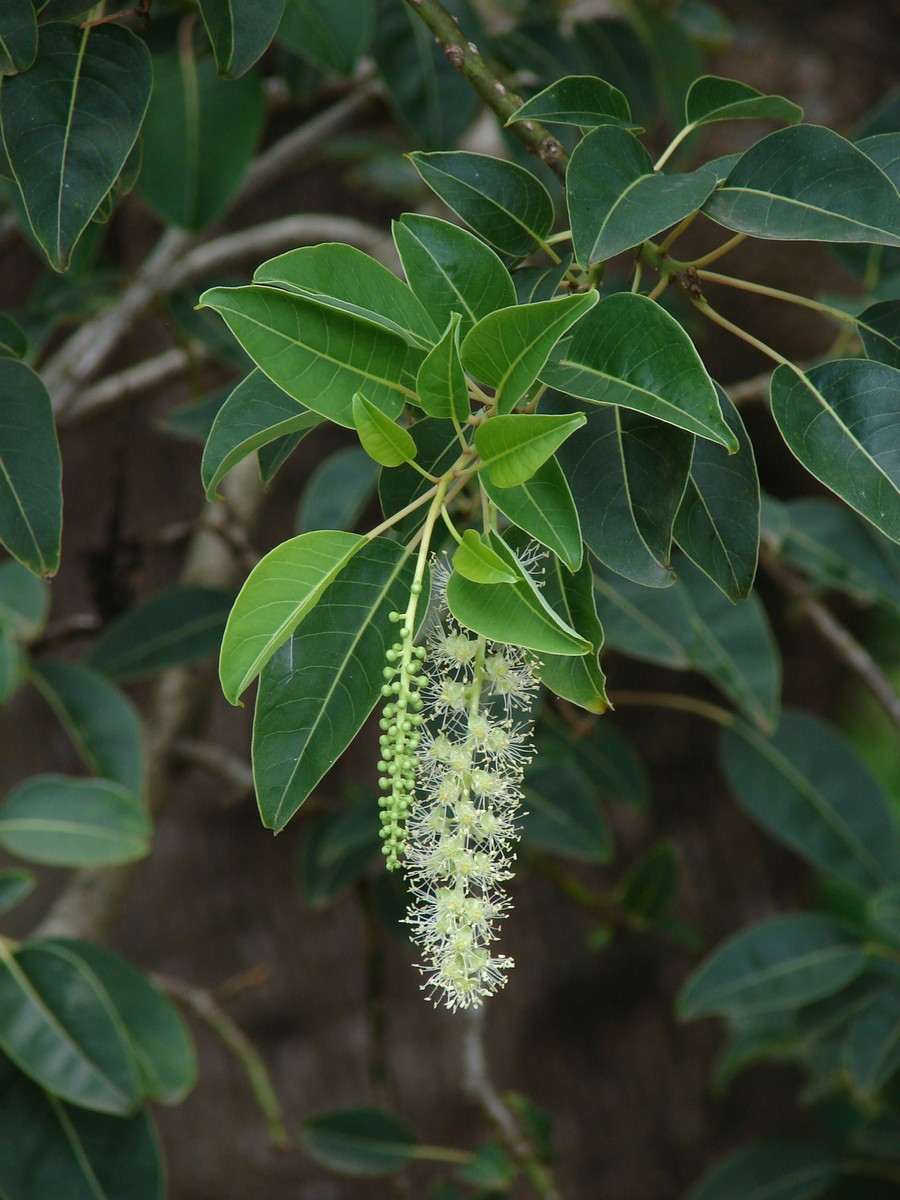
Flores de Phytolacca dioica.

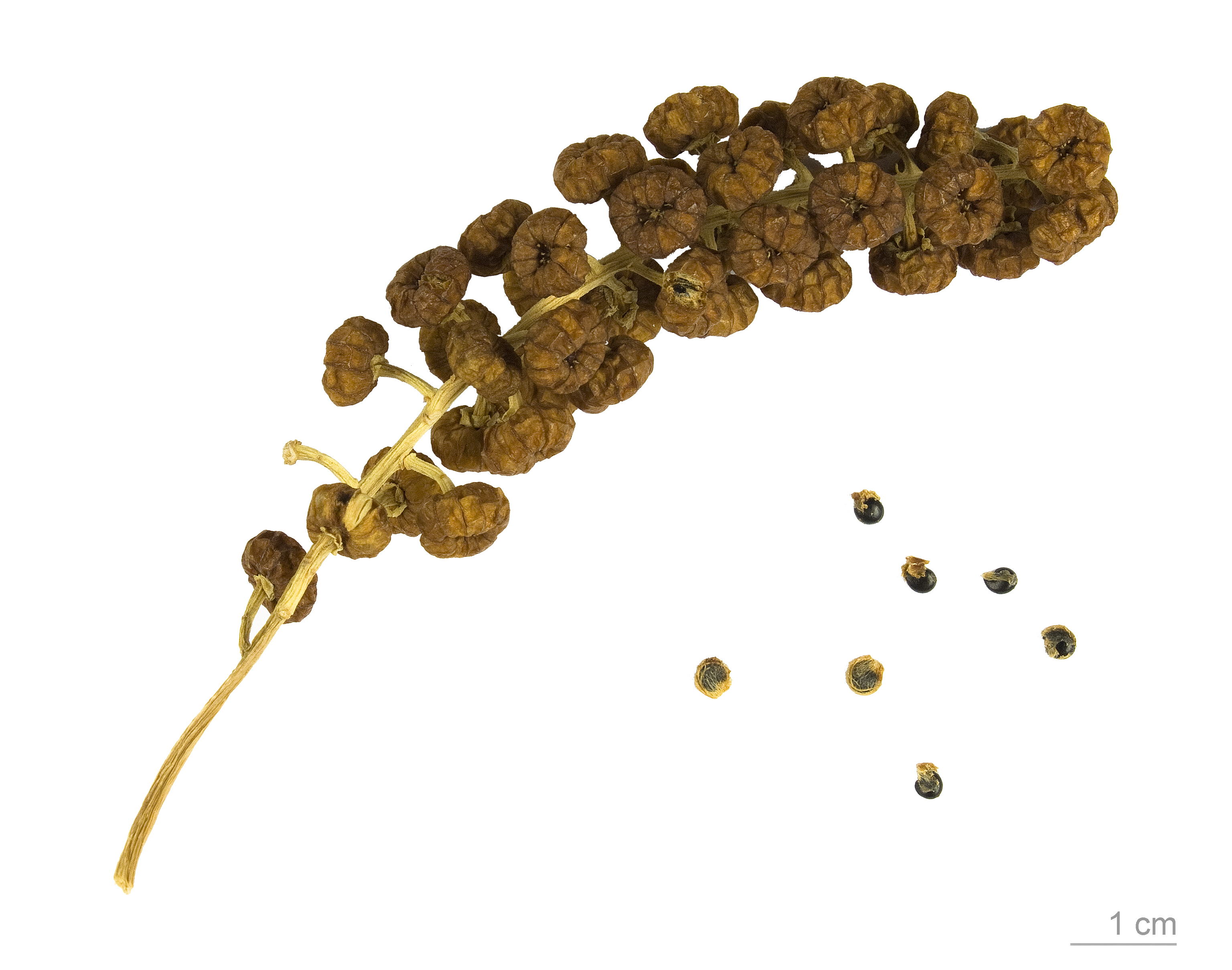
Phytolacca dioica (MHNT).

Phytolacca dioica L., 1762 é uma espécie de planta herbácea de grande porte, conhecida pelos nomes comuns de ombu, ombú, umbú ou bela-sombra, com distribuição natural nas pampas da América do Sul, mas utilizada como ornamental nas zonas de clima mediterrânico de todo o mundo. Apesar de apresentar morfologia arbórea, o ombu é uma planta herbácea de grandes dimensões, não tendo madeira no seu caule, pese embora o seu tamanho. A planta forma uma canópia com um perímetro de 12 a 15 m, podendo atingir uma altura de 12 a 18 m. O nome deriva da palavra guarani ombu, que significa vulto ou sombra.

## Descrição
O ombu apresenta-se geralmente como espécimes isolados, embora por vezes apareçam bosques de dimensão apreciável. Alguns desses bosques são famosos, como acontece com a Isla de los ombúes no Cerro Arequita, Lavalleja, e o Bosque de ombúes, situado em Rocha, Uruguai, o qual tem um perímetro de quase 20 km.
A planta pertence ao mesmo género da uva-de-rato (Phytolacca americana), uma herbácea ruderal comum em zonas húmidas e sombrias.
O ombu tem um crescimento muito rápido, mas, sendo uma planta herbácea, o seu caule é esponjoso, podendo facilmente ser cortado com uma faca. A sua seiva é venenosa, tendo um cheiro desagradável, pelo que a planta não é atacada por herbívoros e está imune aos gafanhotos e outros insectos esfoliantes.
As folhas do ombu são de forma elíptica, de cor verde escuro, brilho ceroso e com dimensões que podem atingir os 20 cm de comprimento. A face inferior das folhas é de um verde mais claro e esbranquiçado. As folhas são de inserção alternada, com pecíolo curto.
A floração ocorre durante os meses de setembro-novembro e os frutos amadurecem nos meses de janeiro-fevereiro. As flores são pequenas, alvas, de muitos estames e 5 sépalas verdes, dióicas, em rácemos terminais de cor esbranquiçada. Ficam agrupadas na ponta dos ramos, de até 15 cm de comprimento. O fruto é uma baga com 10 reentrâncias, de casca amarela a preta, de polpa macia e suculenta, de 3–7 mm de comprimento e sustentado em cachos. Quando maduros são de cor vermelho escuro, contendo múltiplas sementes ovóides com cerca de 3 mm de comprimento, de cor cinza-escuro ou negro brilhante.

## Usos
O ombu é um símbolo da cultura gaúcha, do Uruguai e da Argentina, já que a sua copa é identificável à distância, providenciando abrigo contra a chuva e o sol (daí o chamar-se bela-sombra). Pela mesma razão é cultivada como árvore ornamental e de sombra. Crescendo de forma isolada, era chamado o farol das pampas.
As folhas são usadas como laxativos ou purgantes em medicina tradicional. Seu suco também é usado para dores reumáticas ou artrite. Sua cinza, misturada com sal, é dada ao gado para combater bernes e carrapatos.
As características do ombu, em particular o engrossamento do tronco junto ao colo, fazem desta planta uma óptima espécie para utilização em técnicas de bonsai.

## Exemplares
Em Lisboa existem vários exemplares dignos de registo, nomeadamente:
- um exemplar de grande porte, no Largo do Limoeiro, classificado como "Árvore de Interesse Público"[4].
- outro em Campo de Ourique, exemplar também classificado, foi desclassificado por causa de uma poda desastrosa
- outro no Jardim de Santos[5].